# Stanislav Kratochvíl
Stanislav Kratochvíl (25. srpna 1932, Brno – 29. června 2024, Kroměříž) byl český klinický psycholog. Zabýval se především psychoterapií, zejména neuróz, hypnózou a sexuální terapií.

## Život
Jeho otec pracoval v armádě, proto dětství prožil v různých moravských městech – v Uherském Brodě, ve Zlíně a po osvobození v roce 1945 se rodina vrátila do Brna. Zde také vystudoval psychologii na FF MU. Diplomovou práci zpracoval na téma využití psychotonu (tehdejšího léku obsahujícího pervitin) při léčbě emočních neuróz. Již během svých studií stážoval v Psychiatrické nemocnici v Kroměříži, kde posléze pracoval jako sanitář a poté, po absolutoriu v roce 1958, zde nastoupil jako klinický psycholog na tehdejší primariát prim. Mertla. Zde se na konci padesátých let a v šedesátých letech věnoval využití některých drog (thiopental, LSD), které byly tehdy oficiálně distribuovány farmaceutickými podniky, v psychoterapii jako prostředku k odžití (tzv. abreakci) nezpracovaných a potlačených prožitků u pacientů s neurotickými poruchami. V kroměřížské psychiatrické nemocnici pracoval Stanislav Kratochvíl na pozici vedoucího psychologa do roku 2017.
Na kroměřížském Oddělení klinické psychologie působila společně se Stanislavem Kratochvílem celá řada významných osobností československé psychologie – např. doc. Ivo Plaňava, později významný manželský a rodinný psycholog, bývalý vedoucí Psychologického ústavu na FF MU v Brně prof. Mojmír Svoboda, PhDr. Petr Hájek, nyní profesor na Londýnské univerzitě, PhDr. Jan Ženatý, dále jungiánští psychologové PhDr. Ludvík Běťák, PhDr. Karel Plocek a mnozí další. Zakrátko také začal působit jako odborný asistent na brněnské univerzitě, kde přednášel psychoterapii. Během politického uvolnění v roce 1968 byl pozván jako hostující výzkumný pracovník do USA na Stanfordovu univerzitu, kde se zapojil do výzkumu hypnotických jevů.
Na počátku 70. let 20. století se zasloužil o otevření psychoterapeutického oddělení (na oddělení 18b v kroměřížské léčebně), které navázalo na tradici středočeské lobečské komunity Ferdinanda Knoblocha. Komunitní systém s využitím psychodramatu a psychogymnastiky byl určitým ostrovem svobody v tehdejším bolševickém Československu. Umožnil stáž celé řadě psychologů, ovšem "na vlastním preparátu, na vlastní kůži", tedy jako pacientů. Kroměřížská komunita se věnovala především léčení neurotických poruch. Poznamenejme, že otevření oddělení pro pacienty předcházel intenzivní psychoterapeutický program, resp. trénink pro personál – který byl rovněž součástí budoucí kroměřížské komunity na oddělení 18b.
V roce 1978 kvůli studijním pobytům v zahraničí, zejména v USA, musel z politických důvodů opustit brněnskou univerzitu (tehdy Univerzitu Jana Evangelisty Purkyně) a od té doby působil jako externí pedagog na Univerzitě Palackého v Olomouci. Ještě před rokem 1989 se na Slovensku habilitoval, ale byl mu upřen docentský titul, který mu byl přiznán až po Sametové revoluci v roce 1989. 30. srpna 1991 byl jmenován prezidentem republiky Václavem Havlem profesorem klinické psychologie. Na Univerzitě Palackého působil až do roku 2009.
Zavedl rovněž párovou sexoterapii, podstatně ovlivněnou terapeutickým systémem amerických sexuologů Masterse a Johnsonové. Za jeho časů byli manželé, resp. partneři hospitalizováni v tzv. Zelených domcích, aby se mohli věnovat intenzivní párové sexoterapii. Kratochvíl provozoval svou „sex-terapii“ v Kroměříži až do roku 1991 a za tu dobu prý pomohl 250 párům z celého Československa. Z tehdejší doby pochází učebnice Psychoterapie, která s monografií doc. Jiřiny Knoblochové představovala jednu z mála knih o psychoterapii, zvláště poté, kdy Knoblochová emigrovala. Vychoval celou řadu žáků, kupř. Alenu Plhákovou, jež na jeho pedagogické dílo navazovala na Univerzitě Palackého v Olomouci. Kratochvílova učebnice vycházela v doplňovaných a aktualizovaných vydáních opakovaně, po Sametové revoluci již opět svobodně, se skromnějším názvem Základy psychoterapie, naposledy v roce 2017. Autor vždy zastával integrativní přístup.
Stanislav Kratochvíl až do roku 2017 působil na pozici vedoucího klinického psychologa v psychiatrické nemocnici a psychoterapeuta na oddělení 18b, vedl již tradiční uznávané kurzy hypnoterapie, resp. klinické hypnózy, které od roku 1971 pořádal v kroměřížské psychiatrické nemocnici. Jeho kniha „Sexuální dysfunkce“, která už vyšla v několika vydáních, fundovaně spojuje všechny aspekty diagnostiky a léčby sexuálních dysfunkcí.

## Dílo
- Psychoterapie, Praha: Avicenum, 1970, 1973, 1976
- Klinická hypnóza, 3. vyd., Praha: Grada Publishing, 2009
- Experimentální hypnóza. 3. vyd. Praha: Grada Publishing, 2011. Dostupné online.
- Skupinová psychoterapie v praxi. 3. vyd. Praha: Galén, 2005.
- Jak žít s neurózou: o neurotických poruchách a jejich zvládání. 4. vyd., Praha: Triton, 2006 (1. vydání 1986)
- Manželská a párová terapie. 4. vyd., Praha: Portál, 2009.
- Základy psychoterapie. 7. vyd., Praha: Portál, 2017.
- Sexuální dysfunkce. 3. vyd. Praha: Grada Publishing, 2008. Dostupné online.
- Příběhy terapeutických skupin. Praha: Triton, 2007
- Sex: starosti a radosti: sexuální hry pro muže a ženy. Praha: Triton, 2008
- Sex jako obohacení života. 2. vyd. Praha: Grada Publishing, 2012

### Odborné monografie

#### Základy psychoterapie
Učebnice přináší výklad současných vlivných směrů, důkladný instruktivní přehled psychoterapeutických metod a zabývá se i výsledky vědeckého výzkumu. Je orientována eklekticky a integrativně, postihuje přínos dílčích přístupů a nabízí diferencované užití osvědčených metod v praxi. Je bohatě ilustrována obrázky technik i portréty významných terapeutů.

#### Manželská a párová terapie
Monografie podává přehled teoretických koncepcí práce s manželským nesouladem. Přináší praktické návody ke zlepšení komunikace partnerů. Zabývá se řešením problémů, které jsou v osobnostech, ve vztahu a jeho vývojových etapách, ve vnitřních funkcích manželství a v ohrožujících vlivech zvenčí. Jsou zde i výsledky výzkumu účinnosti této terapie.

#### Skupinová psychoterapie v praxi
Systematická příručka vychází z rozboru dynamiky skupiny, charakterizuje cíl a průběh skupinových sezení a uvádí příklady jejich vedení. Přináší popis skupinových technik a shrnuje účinné faktory této terapie. Druhá část předkládá zkušenosti autora a jeho kroměřížského týmu při práci s neurotiky v terapeutické komunitě na poutavých ukázkách.

#### Klinická hypnóza
Příručka se zabývá praktickým využitím hypnózy v lékařství. Obsahuje návody k hypnotizaci, zásady různých forem hypnoterapie (uklidnění, odreagování, analgezie, odsugerování symptomů) a výklad i ukázky praktických postupů u různých onemocnění v jednotlivých lékařských oborech. Uvádí i výzkumná data o účinnosti hypnoterapie.

#### Experimentální hypnóza
Shrnutí současného stavu výzkumu hypnózy a vědeckých poznatků o hypnóze jako svérázném psychologickém jevu, zahrnujícím zvýšení sugestibility, změněný stav vědomí a zintenzivněný vztah k hypnotizérovi, jehož navození závisí na hypnabilitě jako vlastnosti osobnosti. Důraz na vědeckou metodologii.

#### Sexuální dysfunkce
Monografie se zabývá poruchami erekce, ejakulace, frigiditou, anorgasmií a vaginismem. Analyzuje organické a psychogenní příčiny a uvádí formy terapie se speciálním zaměřením na metody psychoterapeutické, zejm. párovou sexuální terapii. Uvádí výsledky i problémy této formy léčení u 185 manželských dvojic v kroměřížské léčebně.

#### Příběhy terapeutických skupin
Monografie uvádí ukázky praktického využití skupinové psychoterapie v léčení neurotických poruch na příkladu několika uzavřených terapeutických skupin léčených v systému terapeutické komunity. Příběhy skupin dokumentují, jak skupinové procesy pomáhají při zvládání konfliktů a řešení problémů a přispívají tak k lepším vztahům i kvalitě života.

### Popularizační monografie

#### Jak žít s neurózou
Knížka je zaměřena na prevenci neurotických poruch a zároveň ukazuje, jak pacient s již existující neurotickou poruchou může omezit její vliv na vlastní zdatnost a životní spokojenost. Navrhuje, jak rozvíjet pozitivní přístup k životu, jak pracovat a odpočívat, jak jednat s lidmi, jak se prosadit, jak se odreagovat, jak řešit problémy i přispět k souladu v manželství.

#### Sex: starosti a radosti
Knížka přináší charakteristiku potíží a problémů, se kterými se může člověk setkat v oblasti sexuality. Poskytuje návod, jak je možno postupně pomocí strukturovaných sexuálních cvičení v páru potíže zvládat a jak se naučit využívat sexuální aktivity pro oboustranné potěšení. Obsahuje řadu ukázek, jak muži a ženy řešili různé problémy v sexuální oblasti.

#### Sex jako obohacení života
Publikace uvádí 8 příběhů úspěšné párové terapie dvojic, které trpěly některou sexuální dysfunkcí. Dále přináší ukázky 40 křivek ženské sexuální reaktivity, které jsou rozděleny do čtyř kategorií: křivka s orgasmem při souloži, křivka s orgasmem mimo soulož, křivka bez orgasmu a křivka s více orgasmy. Podrobně si všímá si též subjektivních prožitků mužů.

## Pocty a další

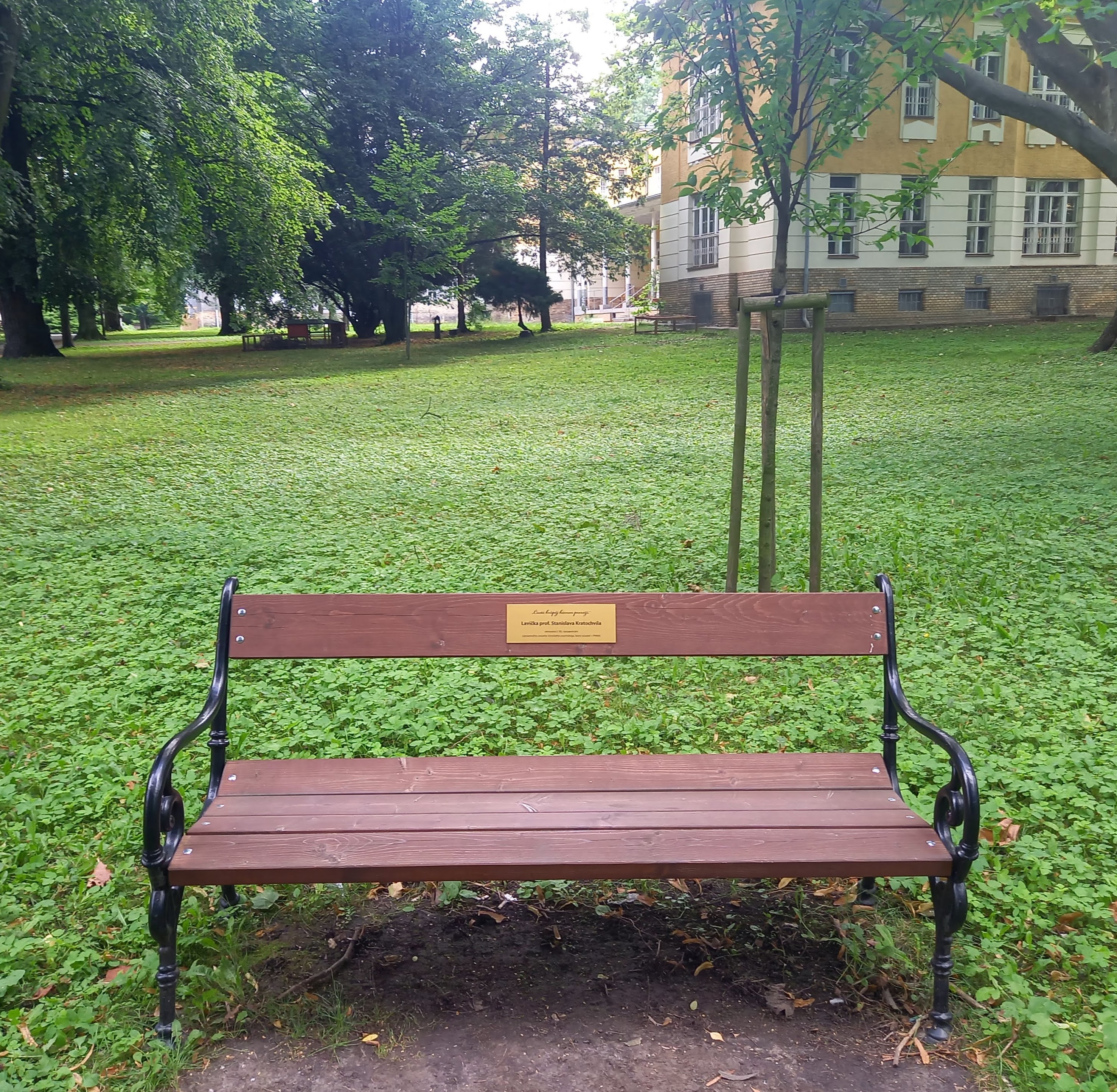
Lavička s pamětní plaketou

V roce 2002 mu byla olomouckou univerzitou udělena Cena Františka Palackého za celoživotní dílo v oblasti klinické psychologie. 
V areálu kroměřížské psychiatrické nemocnice byla při příležitosti 90. narozenin Stanislava Kratochvíla v srpnu 2022 za jeho přítomnosti odhalena lavička s jeho jménem a životním mottem „Častá krůpěj kámen proráží“.